# کلی گاف
کلی گاف (انگلیسی: Kelly Gough؛ زادهٔ ۲۳ آوریل ۱۹۸۷) بازیگر اهل جمهوری ایرلند است.